# Locul fosilifer Movila Banului
Locul fosilifer Movila Banului (monument al naturii) este o arie protejată de interes național ce corespunde categoriei a III-a IUCN (rezervație naturală de tip paleontologic), situată în județul Constanța, pe teritoriul administrativ al comunei Seimeni.

## Localizare
Aria naturală se află în Podișul Dobrogei, în extremitatea  central-vestică a județului Constanța, pe malul drept al Dunării, în partea nord-estică a satului Seimeni.

## Descriere
Rezervația naturală a fost declarată arie protejată prin Legea Nr.5 din 6 martie 2000, publicată în Monitorul Oficial al României, Nr.152 din 12 aprilie 2000 (privind aprobarea Planului de amenajare a teritoriului național Secțiunea a III-a - zone protejate) și se întinde pe o suprafață de 4 hectare.
Aria protejată reprezintă o zonă naturală din Lunca Dunării, în perimetrul căreia se află un afloriment constituit din conglomerate de calcare, cu un conținut important de faună fosiliferă marină (gasteropode, amoniți, scoici bivalve, brahiopode, echinoderme), atribuită perioadei geologice a miocenului. 